# Хаккода (хребет)
Горы Хаккода (яп. 八甲田山 Хакко:да-сан) — горный хребет в Японии, расположенный к югу от города Аомори на северной оконечности острова Хонсю.
В хребет входит около двух десятков стратовулканов и вулканических куполов, сложенных в основном андезитами, дацитами и базальтами.
В исторические времена вулканы не извергались, хотя зафиксирована небольшая фреатическая активность (выброс пара, воды, камней и пепла).
Вулканы составляют две группы, северную и южную.
Обе сформировались в плейстоцене, но южная группа по оценкам геологов старше.
Наивысшей точкой хребта является вулкан О-дакэ высотой 1585 м.
До уровня 1300 метров горы Хаккода покрыты лесом вперемешку с вересковыми пустошами, дальше начинается альпийский пояс.
Имеются высокогорные пруды и болота.
Зимой в горах выпадает много снега, что привлекает лыжников.
У подножия гор Хаккода расположено несколько онсэнов.
Наряду с озером Товада и долиной реки Оирасэ горы Хаккода составляют национальный парк Товада-Хатимантай.

## Список вершин
| Название               | Высота   |
| ---------------------- | -------- |
| О-дакэ 大岳            | 1585 м   |
| Такада-О-дакэ 高田大岳 | 1552 м   |
| Идо-дакэ 井戸岳        | 1537 м   |
| Акакура-дакэ 赤倉岳    | 1521 м   |
| Ко-дакэ 小岳           | 1478 м   |
| Ио-дакэ 硫黄岳         | 1360 м   |
| Тамояти-дакэ 田茂萢岳  | 1324 м   |
| Маэ-дакэ 前嶽          | 1251,7 м |
| Хина-дакэ 雛岳         | 1240,3 м |
| Исикура-дакэ 石倉岳    | 1202 м   |

| Название                      | Высота   |
| ----------------------------- | -------- |
| Куси-га-минэ 櫛ヶ峯           | 1516,5 м |
| Норикура-дакэ 乗鞍岳          | 1450 м   |
| Кома-га-минэ 駒ヶ峯           | 1416 м   |
| Сарукура-дакэ 猿倉岳          | 1353,6 м |
| Ёко-дакэ 横岳                 | 1339,4 м |
| Намбу-Акакура-дакэ 南部赤倉岳 | 1290 м   |
| Минамидзава-дакэ 南沢岳       | 1198,8 м |
| Сакасагава-дакэ 逆川岳        | 1183 м   |

## Происшествия
В январе 1902 года в горы Хаккода на учения отправилось 210 солдат 5-го пехотного полка 8-й дивизии императорской армии.
Японцы планировали войну с Россией и хотели набраться опыта для армейских операций в холодном и снежном климате, какой они ожидали встретить в Сибири и Маньчжурии.
Учения закончились катастрофой, поскольку неподготовленные солдаты, у которых не было лыж, попали в снежную бурю и заблудились.
Выбраться из глубокого снега они не сумели, и за несколько дней 199 человек замёрзло насмерть.
Поисковые группы, отправившиеся прочёсывать район, в конце концов наткнулись на капрала Фусано́сукэ Гото (яп. 後藤 房之助), а потом и на остальных выживших.
После их спасения в течение 10 недель производился поиск тел и брошенного оборудования.
Капралу Гото, первому из обнаруженных спасателями уцелевших солдат, в 1906 году был поставлен памятник.
В 1971 году писатель Дзиро Нитта описал гибель японского полка в полудокументальной книге «Смертельные скитания в горах Хаккода» (яп. 八甲田山死の彷徨 Хакко:да-сан си но хо:ко:), по которой шестью годами позже был снят фильм «Горы Хаккода» (яп. 八甲田山).
В 1997 году в горах на учениях погибло ещё трое солдат, надышавшись вулканическими испарениями.